# 新芦屋古墳
新芦屋古墳（しんあしやこふん）は、大阪府吹田市新芦屋上にあった古墳。形状は方墳。出土馬具は大阪府指定有形文化財に指定されている。現在では墳丘は失われている。

## 概要
大阪府北部、千里丘陵の南東縁に築造された古墳である。1978年（昭和53年）の宅地造成中に発見され、吹田市教育委員会により緊急発掘調査が実施されている。
墳形は方形で、一辺約20メートルを測った。埋葬施設は横穴式木芯粘土室（横穴式木室）で、内部に組合式家形石棺を据えた。こうした埋葬施設は焼成を受ける例が知られるが、本古墳の場合に焼成は認められていない。石棺の内外では、人骨のほか、副葬品として馬具一式のほか金環・銀環・鉄刀・玉類・須恵器・土師器が検出されている。石棺前には須恵器等が2箇所に分かれて整然と置かれ葬送儀礼を示唆するほか、馬具は鉄地金銅張の豪華なものである点で注目される。
この新芦屋古墳は、古墳時代終末期の7世紀前半頃の築造と推定される。謎の多い横穴式木室を埋葬施設とする点で珍しく（木室墳は全国で約50基のみが知られる）、加えて内部に石棺を納める点では全国で唯一の例であるとして重要な古墳である。また同種の木室墳には須恵器窯跡群との関連を指摘する説があるが、本古墳の場合にも近辺の窯跡群との関連が認められる。
出土馬具は1991年（平成3年）に大阪府指定有形文化財に指定されている。

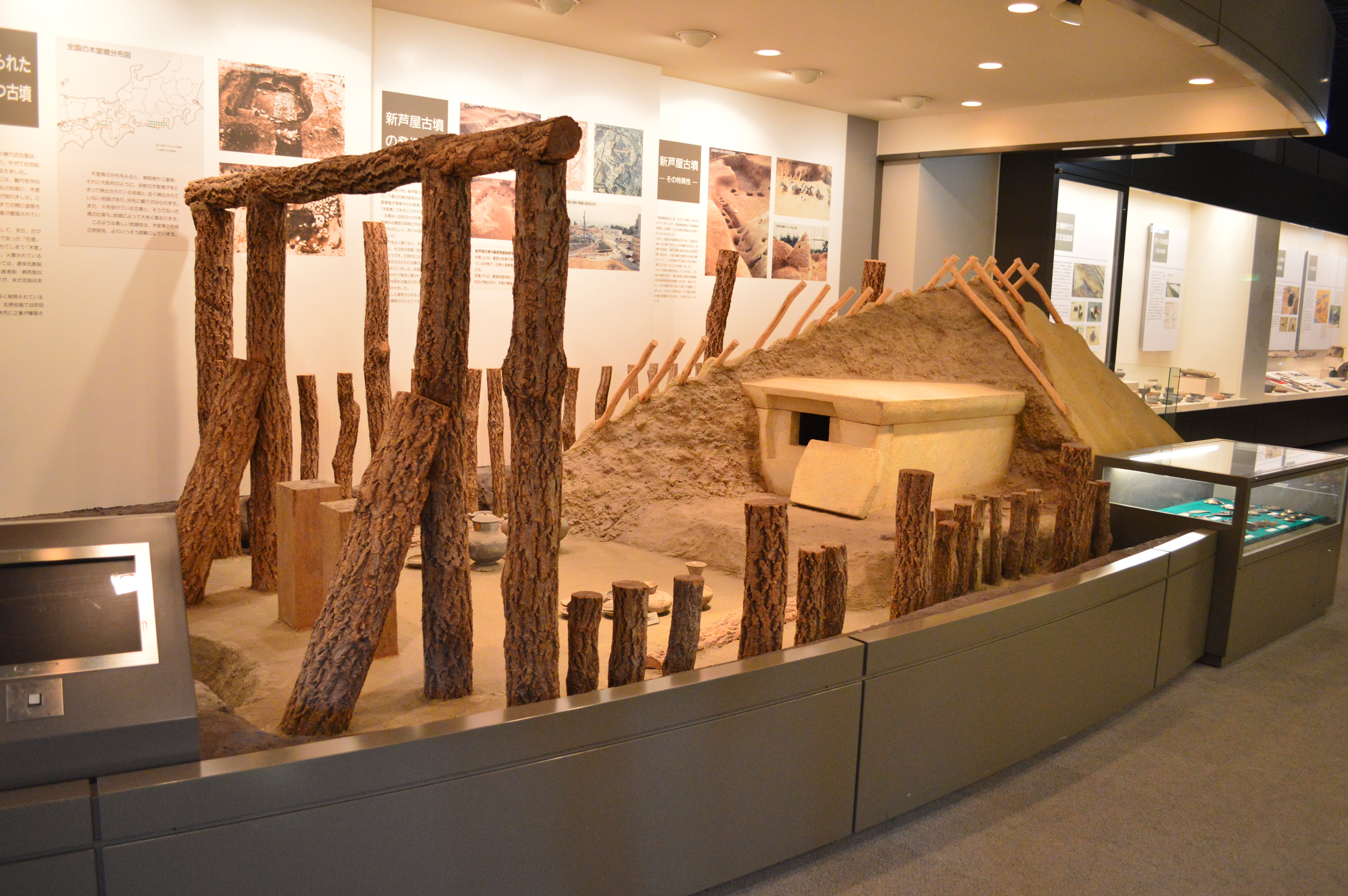
埋葬施設（復元） 吹田市立博物館展示。
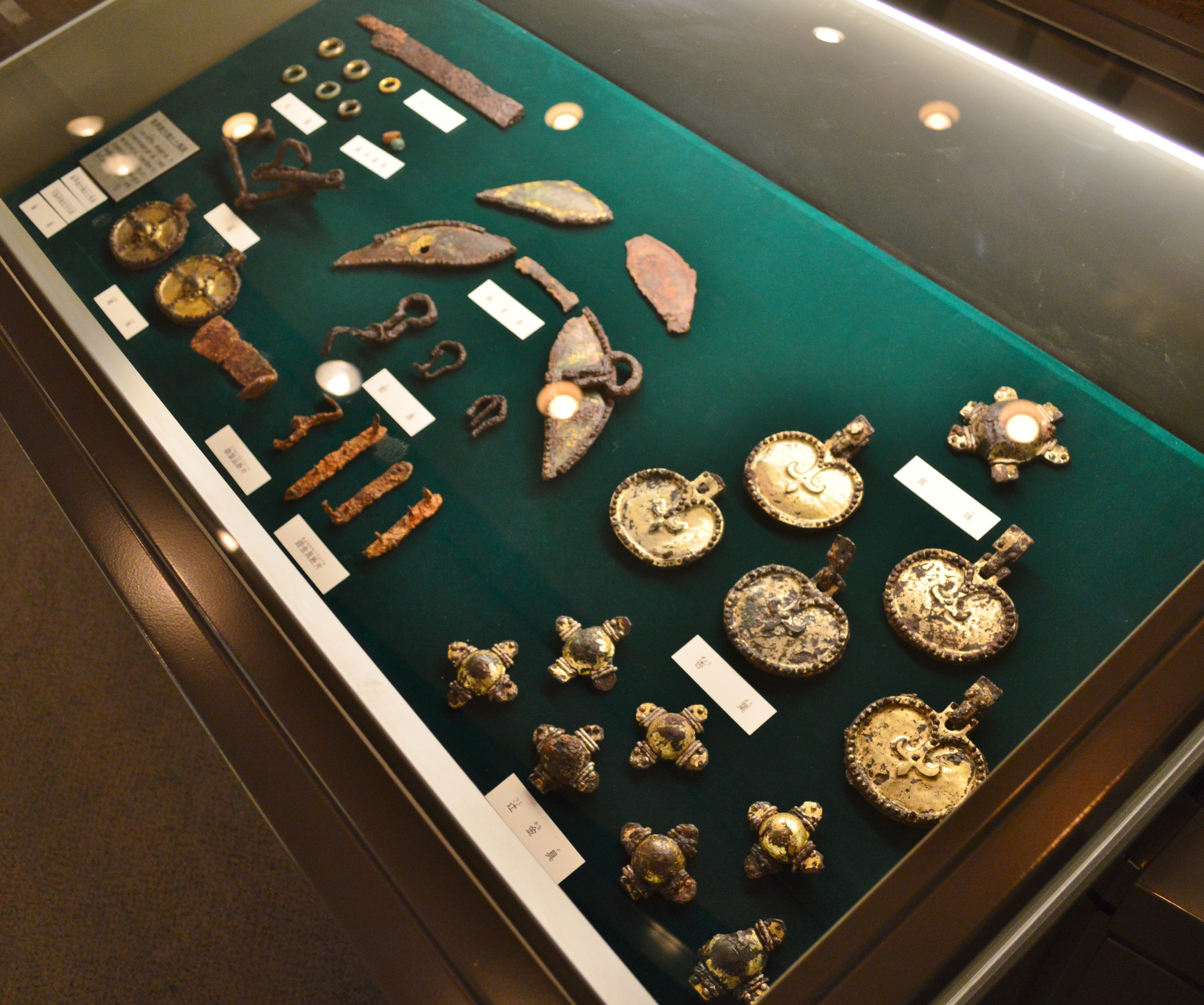
出土品（複製） 吹田市立博物館展示。

## 文化財

### 大阪府指定文化財
- 有形文化財
  - 新芦屋古墳出土馬具（考古資料） - 吹田市立博物館保管。1991年（平成3年）3月29日指定[5]。

## 関連施設
- 吹田市立博物館（吹田市岸部北） - 新芦屋古墳の出土品・復元木室を保管・展示。